# Федоренко Василь
Василь Федоренко (1929) — діяч українського руху опору родом із Чернігівщини. Політичний в'язень. За фахом слюсар.
Кілька разів суджений (1959, 1967, 1975, останнього разу на 15 років ув'язнення) за «антирадянську пропаганду» і нелегальний перехід кордону. Федоренко протестував проти в'язничних умов у Владімірській тюрмі голодовими страйками. На суді 1975 року затаврував колоніальну політику Москви супроти України, відмовився від радянського громадянства.